# Micrathyria caerulistyla
Micrathyria caerulistyla är en trollsländeart som beskrevs av Donnelly 1992. Micrathyria caerulistyla ingår i släktet Micrathyria och familjen segeltrollsländor. IUCN kategoriserar arten globalt som livskraftig. Inga underarter finns listade i Catalogue of Life.